# Aranyhal csillagkép
Az Aranyhal (latin: Dorado) csillagkép, a déli csillagképek közé tartozik, Magyarországról nem látható. Egyike annak a 12 csillagképnek, melyet Pieter Dirkszoon Keyser és Frederick de Houtman készített 1595-1597 között. Első megjelenésére Johann Bayer Uranometriájában került sor 1604-ben. A Dorado csillagképet szokták kardhalnak illetve Xiphias-nak is nevezni.

## Látnivalók

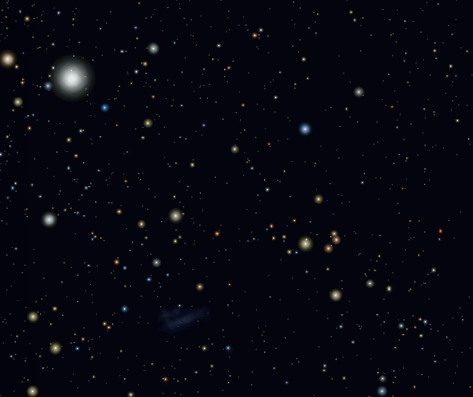
Az Aranyhal csillagkép

### Csillagok
- α Doradus:  harmadrendű, kékesfehér színű óriáscsillag.
- β Doradus: fényes cefeida, a látszólagos fényessége mintegy 10 naponként 3,8 – 4,7m között változik.
- γ Doradus: 4,3 magnitúdójú, sárga színű óriáscsillag.
- S Doradus: hiperóriás csillag, mely a Nagy Magellán-felhőben található. A fényes kék változócsillagok (más néven S Doradus típusú változók) alaptípusa.
- SN 1987A: az egyik legközelebbi szupernóva, amely Nagy Magellán-felhőben található, a Tarantula-köd külső részében.
- R Doradus: egy Mira típusú változócsillag, amelynek a látszó mérete az összes csillag közül a legnagyobb (leszámítva a Napot).
- HE 0437-5439: a Napunknál 9-szer nagyobb tömegű hipersebességű csillag.
- WOH G64: az egyik legnagyobb ismert csillag.
- HD 269810: az egyik legnagyobb tömegű ismert csillag.

### Mélyégobjektumok
Az Aranyhal csillagképben található a Nagy Magellán-felhő egy jelentős része, így bővelkedik a mélyégobjektumokban:
- NGC 1566 spirálgalaxis
- NGC 1755 gömbhalmaz
- NGC 1763 fényes köd három B típusú csillaggal társulva
- NGC 1820 nyílthalmaz
- NGC 1850 gömbhalmaz
- NGC 1854 gömbhalmaz
- NGC 1869 nyílthalmaz
- NGC 1901 nyílthalmaz
- NGC 1910 nyílthalmaz
- NGC 1936 fényes köd, egyike a négy, egymáshoz közel lévő NGC objektumnak. A másik három az NGC 1929, az NGC 1934 és az NGC 1935
- NGC 1978 nyílthalmaz
- NGC 2002 nyílthalmaz
- NGC 2027 nyílthalmaz
- NGC 2032 (Seagull Nebula), négy, az NGC-ben megjelölt ködöt tartalmaz, ezek: NGC 2029, NGC 2032, NGC 2035 és NGC 2040
- NGC 2070 (Tarantula-köd vagy Tarantella-köd) diffúz köd. Ha olyan távolságra volna a Földtől, mint az Orion-köd, akkora lenne, mint az Orion csillagkép, és olyan fényes, hogy minden tárgy árnyékot vetne a Földön.
- NGC 2164 gömbhalmaz

## Fordítás
- Ez a szócikk részben vagy egészben  a   Dorado című angol Wikipédia-szócikk fordításán alapul.  Az eredeti cikk szerkesztőit annak laptörténete sorolja fel. Ez a jelzés csupán a megfogalmazás eredetét és a szerzői jogokat jelzi, nem szolgál a cikkben szereplő információk forrásmegjelöléseként.